# Tiburcio Padilla
Tiburcio Padilla (San Miguel de Tucumán, 5 de julio de 1835 - 17 de noviembre de 1915) fue un médico y político argentino que ejerció como Gobernador de la Provincia de Tucumán entre 1875 y 1877.

## Biografía
Estudió en Catamarca, donde fue  compañero de Nicolás Avellaneda y alumno de fray Mamerto Esquiú. Se recibió de médico en la Universidad de Buenos Aires en 1861.
Fue un médico que adquirió fama en todo el noroeste argentino. Ejerció como diputado provincial por varios períodos consecutivos. Al dividirse el antiguo partido unitario entre mitristas y autonomistas, se decidió por estos últimos: se trataba de varios grupos, dirigidos por Uladislao Frías, Octavio Luna, Belisario López y Federico Helguera, unidos por la necesidad de vencer a sus adversarios. En mayo de 1874 fue elegido diputado nacional, pero poco después la legislatura lo eligió gobernador, para suceder en el cargo a Belisario López.
Asumió en octubre de 1874; su ministro general fue Pedro Alurralde. Su actuación fue poco destacada, aunque históricamente notoria por la llegada del ferrocarril a su provincia. Aún antes de la inauguración oficial, Padilla lo usó para viajar a Buenos Aires, gestionar asuntos relacionados con los servicios que prestaría. Regresó por ferrocarril, acompañado por el presidente Avellaneda, junto al cual presidió – el último día de octubre de 1876 – la inauguración del ferrocarril a su ciudad.
No obstante, la llegada del ferrocarril terminó por ser una mala noticia: la grave crisis que sacudía al país golpeó muy intensamente a la provincia, cuya economía había sido súbitamente nacionalizada por el ferrocarril, que lo había acercado los productores tucumanos a otros mercados, pero también había acercado el mercado tucumano a sus competidores. Se arruinaron decenas de curtiembres, molinos y otras industrias.
En muy pocos años, la única actividad lucrativa de la provincia pasó a ser la caña de azúcar. Justamente en ese mismo año de 1876 se comenzaron a instalar en la provincia los primeros ingenios azucareros mecanizados. Ese cambio generó una muy rápida transformación productiva, que enriqueció rápidamente a quienes se pudieron adaptar al cambio y arruinó a quienes no lo lograron. En menos de diez años, toda la estructura económica pasaría de girar en torno a la ganadería y las pequeñas industrias al casi monocultivo del azúcar, junto con su industrialización. Análogamente, la clase alta tucumana se vio en gran parte reemplazada por otra, completamente nueva.
Durante su gobierno, el Colegio Nacional de Tucumán vio frustrados sus esfuerzos por ampliarse en forma de Universidad, debido a la política de austeridad del gobierno nacional. Para compensarlo, dos de sus profesores descubrieron en Santa María, norte de Catamarca, la “ciudad” indígena de Santa María, sede de una civilización bastante antigua. Estaba formada por indígenas de la etnia diaguita, de los cuales se pudo conocer mucho a partir de un único yacimiento.
En octubre de 1877 entregó el mando a su sucesor Federico Helguera. En enero del año siguiente asumió como senador nacional, para completar el período de su cuñado Uladislao Frías. Acompañó a Avellaneda durante la crisis causada por la Revolución de 1880. Fue uno de los senadores que votó a favor de la Federalización de Buenos Aires.
De regreso en Tucumán, presidió la comisión de socorros durante la epidemia de cólera de 1886.
Falleció en la capital tucumana a fines de 1915.